# Tony Snow
Robert Anthony Snow, detto Tony (Berea, 1º giugno 1955 – Washington, 12 luglio 2008), è stato un politico, giornalista, conduttore radiofonico e funzionario statunitense, portavoce della Casa Bianca sotto la presidenza Bush Jr..

## Biografia
Nato nel Kentucky, ma cresciuto a Cincinnati, ottenne un bachelor in filosofia nel 1977. Due anni dopo intraprese la strada del giornalismo, lavorando dapprima per la carta stampata e successivamente per la televisione. Snow infatti è stato per anni un volto principale di Fox News. Collaborò molto anche con la radio, conducendo dal 2003 al 2006 il Tony Snow Show.
Nel 2006 abbandonò il giornalismo per dedicarsi attivamente alla politica, venendo nominato dal Presidente Bush Portavoce della Casa Bianca, in sostituzione di Scott McClellan.
Nel frattempo, nel 2005 gli era stato diagnosticato un tumore al colon, ma Snow aveva ripreso a lavorare dopo un intervento chirurgico. Due anni dopo fu costretto a riprendere le cure in seguito ad una recidiva, ma la malattia progredì, obbligandolo ad abbandonare l'incarico alla Casa Bianca. Quasi un anno dopo le sue dimissioni, il 12 luglio 2008, Snow morì per l'aggravarsi del tumore, che aveva coinvolto anche il fegato.